# Insecure
Insecure es una serie de televisión de comedia dramática basada en la aclamada serie web de Issa Rae llamada  Awkward Black girl. Fue creada por Rae y Larry Wilmore, estrenada en línea el 23 de septiembre de 2016 en HBO Now y HBO Go, antes de estrenarla semanalmente en HBO el 9 de octubre de 2016. El 14 de noviembre de 2016, HBO renovó la serie por una segunda temporada que se estrenó el 23 de julio de 2017. El 8 de agosto de 2017, HBO renovó por una tercera temporada, la cual se estrenó el 12 de agosto de 2018. El 6 de septiembre de 2018, HBO renovó la serie para una cuarta temporada. Esta temporada no será emitida hasta 2020.
Desde su lanzamiento, la serie ha sido aclamada por la crítica. En 2017, el American Film Institute lo seleccionó como uno de los 10 Mejores Programas de Televisión del Año. Por su actuación en Insecure, Rae ha ganado dos Premios Globo de oro a Mejor actriz de serie de televisión - Comedia o Musical en 2017 y 2018, así como una nominación en los Premios Emmy a mejor actriz - Serie de comedia.
La serie esta grabada en el sur de Los Ángeles. Parte de las ubicaciones se encuentran en Windsdor Hills, View Park, Leimert Park e Inglewood.
Issa Rae y Yvonne Orji han participado en los 44 de los 44 episodios creados. Seguidas por ellas, se encuentran Jay Ellis con un total de 40 episodios, Lisa Joyce y Natasha Rohtwell con 38 episodios.

## Contexto
En 2013, Rae empezó a trabajar en una serie cómica (la cual ella protagoniza) junto con Larry Wilmore. El programa estuvo planeado para ser sobre las experiencias incómodas de una mujer contemporánea afroamericana;  finalmente establecieron el título como Insecure. HBO obtuvo el episodio piloto a principios de 2015, y posteriormente dio permiso para producir la serie. A pesar de ser una serie hecha por y para personas de color, un 62% de los espectadores que visualizan la serie son gente blanca.

En la Asociación Crítica de Televisión de HBO en 2016, presentado por Rae, showrunner Prentice Penique, y la productora ejecutiva Melina Matsoukas, Rae explicó que la serie analizará "las complejidades de la 'negrez' y la realidad que no se puede huir siendo negro." Rae también dijo, con relación a la reacción convencional sobre la serie:
Nosotros estamos intentando expresar que las personas de color son cercanas. Esto no es una historia de barrio. Es sobre personas regulars viviendo la vida. 
Raphael Saadiq creó la música original para la primera temporada. Solange Knowles fue la asesora musical;  presentada a Rae por Matsoukas, quién dirigió el vídeo musical de Knowles con la canción "Losing you".

## Trama
Los ocho episodios de la primera temporada exploran las experiencias de la mujer negra desde la perspectiva de las dos protagonistas, Issa (Issa Rae) y Molly (Yvonne Orji) quiénes han sido mejores amigas desde sus días universitarios en Stanford. Ambas se encuentran en sus tardíos 20. Sus carreras y sus experiencias en las relaciones son exploradas a través de los episodios. Issa trabaja en una empresa sin ánimo de lucro que ayuda a alumnos de color en la escuela. Issa tiene una relación estable con Lawrence (Jay Ellis). Molly es una abogada corporativa exitosa pero tiene problemas cuando de hombres se trata. La serie de media hora por episodio explora asuntos sociales y raciales relacionado con la experiencia actual negra .

## Personajes

### Principales
- Issa Rae como Issa Dee.
- Jay Ellis como Lawrence Walker.
- Yvonne Orji como Molly Carter.
- Lisa Joyce como Frieda. (temporada 2–3; invitada en la temporada 5).
- Natasha Rothwell como Kelli (temporada 2–5; aparece de forma recurrente en la temporada 1).[25]
- Amanda Seales como Tiffany Dubois (temporada 2–5; aparece de forma recurrente en la temporada 1).
- Y'lan Noel como Daniel King (temporada 2–3; aparece de forma recurrente en la temporada 1).
- Alexander Hodge como Andrew Tan (temporada 4; aparece de forma recurrente en la temporada 3).[26]
- Kendrick Sampson como Nathan Campbell (temporada 4–5; aparece de forma recurrente en la temporada 3).
- Leonard Robinson como Taurean Jackson  (temporada 5; aparece de forma recurrente en la temporada 3–4).
- Courtney Taylor como Sequoia "Quoia" (temporada 5; aparece de forma recurrente en la temporada 4).

### Recurrentes
- Neil Brown Jr.  como Chad Kerr.
- Catherine Curtin como Joanne.
- Mason McCulley como Ken.
- Veronica Mannion como Kitty.
- Sujata Día como Sarah.
- Wade Allain-Marcus como Derek Dubois.
- Langston Kerman como Jered (temporada 1 y 3).
- Dominique Perry como Tasha (temporada 1 y 2).
- Kathreen Khavari como Patricia.
- Tristen J. Extremo como Matón Yoda.
- Maya Erskine como Diane Nakamura (temporada 1 y 2).
- Heather Mazur como Hannah Richards-foster (temporada 1 y 2).
- Tiana Le como Dayniece (temporada 1).
- Sarunas J. Jackson como Alejandro 'Dro' Peña (temporada 2 y 3).
- Spencer Garrett como John Merrill (temporada 2).
- Jean Elie como Ahmal Dee (temporada 2 y 3).
- Lil Rel Howery como Quentin (temporada 2).
- Jasmine Kaur como Aparna (temporada 2).
- Leon Thomas como Eddie (temporada 2).
- Samantha Soporta como Brooke (temporada 2).
- Kendrick Sampson como Nathan Campbell (temporada 3).
- Don Franklin como Malcolm (temporada 3).
- Leonard Robinson como Taurean Jackson (temporada 3).
- Christina Elmore como Condola Hayes (temporada 4–5).
- Norman Towns como Bennett (temporada 4–5).
- Kofi Siriboe como Crenshawn (temporada 5).

## Episodios
| Temporada | Temporada | Episodios | Episodios | Emisión original      | Emisión original         |
| Temporada | Temporada | Episodios | Episodios | Primera emisión       | Última emisión           |
| --------- | --------- | --------- | --------- | --------------------- | ------------------------ |
|           | 1         | 8         | 8         | 9 de octubre de 2016  | 27 de noviembre de 2016  |
|           | 2         | 8         | 8         | 23 de julio de 2017   | 10 de septiembre de 2017 |
|           | 3         | 8         | 8         | 12 de agosto de 2018  | 30 de septiembre de 2018 |
|           | 4         | 10        | 10        | 12 de abril de 2020   | 14 de junio de 2020      |
|           | 5         | 10        | 10        | 24 de octubre de 2021 | 26 de diciembre de 2021  |

## Recepción

### Crítica
| Temporada | Respuesta crítica  | Respuesta crítica  |
| Temporada | Rotten Tomatoes    | Metacritic         |
| --------- | ------------------ | ------------------ |
| 1         | 100% (60 críticas) | 84 (33 críticas)   |
| 2         | 98% (39 críticas)  | 90 (13 críticas)   |
| 3         | 98% (13 críticas)  | 84 (8 revisiones)  |
| 4         | 95% (20 críticas)  | 80 (5 revisiones)  |
| 5         | 100% (19 críticas) | 80 (10 revisiones) |

Temporada 1
En Rotten Tomatoes, la temporada tiene una puntuación de 100% basado en 60 críticas, con una media de puntuación de 8.52/10. El consenso crítico de la web dice: "Insecure utiliza la rompedora web serie Awkward Black Girl  de la estrella Issa Rae como la base para un profundo, atrevido y divertidísimo viaje a través de la vida de una mujer negra con veintipico años que va al grano a través de estereotipos con ingenio agudo y un espíritu efusivo." En Metacritic, la temporada tiene una puntuación de 86/100, basado en 33 críticas, indicando una "aclamación universal".
Eric Deggans de NPR escribió que "Rae ha producido una serie que parece revolucionaria solo burlándose por diversión de la vida de la clase media de una mujer negra de veintipico años." Greg Braxton del Los Angeles Time escribió: "La serie de media hora explora la amistad entre dos mujeres afro-americanas quiénes tratan con sus relaciones a veces tormentosa mientras también luchan con los conflictos interiores y exteriores de la cultura negra. Mucho del humor tiene un sabor crudo, y no se retiene a mostrar relaciones sexuales y diálogos honestos."
Según Ranker, el octavo episodio de la primera temporada es el segundo mejor capítulo de toda la serie y el cuarto episodio es el tercer mejor capítulo de toda la serie.
Temporada 2
En Rotten Tomatoes, la temporada tiene un índice de aprobación del 98% basado en 39 críticas, con una media de 8.31/10. La parte crítica de la opinión general dice: "Insecure demuestra confianza en su segunda temporada, levantando la comedia y profundizando las relaciones entre su prodigioso grupo." En Metacritic, la temporada tiene una abrumada puntuación media de 90/100, basada en 13 críticos, indicando "aclamada universal".
Según Ranker, el octavo episodio de la segunda temporada es el mejor capítulo de la serie.
Temporada 3
En Rotten Tomatoes, la temporada tiene un índice de aprobación del 98% basado en 13 críticas, con una media de 7.84/10. La parte crítica de la opinión general dice: "Insecure regresa para una tercera temporada con la misma autenticidad y entusiasmo que la estrella que lo creo, pero con una capa añadida de crecimiento que lo mantiene evolucionando." En Metacritic, la temporada tiene una abrumada puntuación media de 84/100, basada en 8 críticos, indicando "aclamada universal".
Temporada 4
En Rotten Tomatoes, la temporada tiene un índice de aprobación del 95% basada en 20 reseñas, con una calificación promedio de 8.29/10. El consenso de los críticos del sitio dice: "'Insecure' sigue siendo una de las comedias más divertidas, cálidas y bellamente filmadas que aprovecha al máximo su entorno soleado de Los Ángeles". En Metacritic, la temporada tiene una puntuación media ponderada de 80 sobre 100, basada en cinco críticos, lo que indica "críticas generalmente favorables".
Temporada 5
En Rotten Tomatoes, la temporada tiene un índice de aprobación del 100% basado en 25 reseñas, con una calificación promedio de 9.3/10. El consenso crítico del sitio afirma: "El futuro de Issa sigue siendo incierto, pero 'Insecure' entra en su última temporada como una comedia llena de confianza con mucho que decir sobre la amistad, el amor y la autoestima". En Metacritic, la temporada tiene una puntuación media ponderada de 80 sobre 100, basada en 10 críticos, lo que indica "críticas generalmente favorables".

### Premios
| Año  | Premio                              | Categoría                                                                      | Candidato(s)                                        | Resultado | Ref.   |
| ---- | ----------------------------------- | ------------------------------------------------------------------------------ | --------------------------------------------------- | --------- | ------ |
| 2017 | AAFCA Awards                        | AAFCA Top Ten TV Shows                                                         | Insecure                                            | Ganadora  |        |
| 2017 | Premios Globo de Oro                | Mejor actriz – serie de televisión - Comedia o musical                         | Issa Rae                                            | Nominada  | [ 37 ] |
| 2017 | NAACP Image Awards                  | Serie de Comedia excepcional                                                   | Insecure                                            | Nominada  | [ 38 ] |
| 2017 | NAACP Image Awards                  | Actriz excepcional en una Serie de Comedia                                     | Issa Rae                                            | Nominada  | [ 38 ] |
| 2017 | NAACP Image Awards                  | Actriz secundaria excepcional en una Serie de Comedia                          | Yvonne Orji                                         | Nominada  | [ 38 ] |
| 2017 | NAACP Image Awards                  | Dirección excepcional en una Serie de Comedia                                  | Melina Matsoukas (por "Insecure as F**k")           | Nominada  | [ 38 ] |
| 2017 | NAACP Image Awards                  | Guion excepcional en una Serie de Comedia                                      | Issa Rae Y Larry Wilmore (por "Insecure como F**k") | Nominada  | [ 38 ] |
| 2017 | NAACP Image Awards                  | Guion excepcional en una Serie de Comedia                                      | Prentice Penique (por "Real as F**k")               | Nominada  | [ 38 ] |
| 2017 | Dorian Awards                       | Comedia de televisión del Año                                                  | Insecure                                            | Nominada  |        |
| 2017 | NAMIC Vision Awards                 | Comedia                                                                        | Insecure                                            | Ganadora  |        |
| 2017 | NAMIC Vision Awards                 | Mejor actuación - Comedia                                                      | Issa Rae                                            | Ganadora  |        |
| 2017 | MTV Movie & TV Awards               | Serie del Año                                                                  | Insecure                                            | Nominada  |        |
| 2017 | MTV Movie & TV Awards               | Generación próxima                                                             | Issa Rae                                            | Nominada  |        |
| 2017 | TCA Awards                          | Logro individual en Comedia                                                    | Issa Rae                                            | Nominada  |        |
| 2017 | BET Awards                          | Mejor Actriz                                                                   | Issa Rae                                            | Nominada  |        |
| 2017 | American Film Institute Awards      | Top 10 programas de televisión del año                                         | Insecure                                            | Ganadora  | [ 39 ] |
| 2018 | Premios de Globo dorado             | Mejor actriz– serie de televisión - Comedia o musical                          | Issa Rae                                            | Nominada  |        |
| 2018 | Peabody Award                       | Premiado al entretenimiento                                                    | Insecure                                            | Ganadora  | [ 40 ] |
| 2018 | Satellite Award                     | Mejor actriz en un musical o serie de comedia                                  | Issa Rae                                            | Nominada  |        |
| 2018 | NAACP Image Award                   | Serie de Comedia excepcional                                                   | Insecure                                            | Nominada  | [ 41 ] |
| 2018 | NAACP Image Award                   | Actriz excepcional en una Serie de Comedia                                     | Issa Rae                                            | Nominada  | [ 41 ] |
| 2018 | NAACP Image Award                   | Actor de reparto excepcional en una Serie de Comedia                           | Jay Ellis                                           | Ganadora  | [ 41 ] |
| 2018 | NAACP Image Award                   | Actriz de reparto excepcional en una Serie de Comedia                          | Yvonne Orji                                         | Nominada  | [ 41 ] |
| 2018 | NAACP Image Award                   | Guion excepcional en una Serie de Comedia                                      | Issa Rae (Por "Hella Grande" y "Hella Perspectiva") | Nominada  | [ 41 ] |
| 2018 | Guild of Music Supervisors Award    | Mejor supervisión de Música en una comedia Televisiva o Musical                | Kier Lehman                                         | Ganadora  | [ 42 ] |
| 2018 | Guild of Music Supervisors Award    | La mejor canción cantada/grabada creado por televisión                         | "Quicksand"                                         | Ganadora  | [ 42 ] |
| 2018 | Primetime Emmy Awards               | Excepcional actriz protagonista en una Serie de Comedia                        | Issa Rae (Por "Hella Great")                        | Nominada  |        |
| 2018 | Primetime Emmy Awards               | Cinematografía excepcional por una Serie de una sola cámara (Medio-Hora)       | Patrick Cady (por "Hella LA")                       | Nominada  |        |
| 2019 | Satellite Award                     | Mejor Musical o Serie de Comedia                                               | Insecure                                            | Nominada  | [ 43 ] |
| 2019 | Satellite Award                     | Mejor actriz en un Musical o Serie de Comedia                                  | Issa Rae                                            | Ganadora  | [ 43 ] |
| 2019 | Premios de la Crítica Televisiva    | Mejor actriz en una serie de Comedia                                           | Issa Rae                                            | Nominada  | [ 44 ] |
| 2020 | Premios Black Reel                  | Mejor actriz                                                                   | Issa Rae                                            | Ganadora  | [ 45 ] |
| 2020 | Premios Black Reel                  | Mejor serie de comedia                                                         | Insecure                                            | Nominada  | [ 45 ] |
| 2020 | Premios Black Reel                  | Mejor actor de reparto en comedia                                              | Jay Ellis                                           | Nominado  | [ 45 ] |
| 2020 | Premios Black Reel                  | Mejor actriz de reparto en comedia                                             | Yvonne Orji                                         | Ganadora  | [ 45 ] |
| 2020 | Premios Black Reel                  | Mejor actriz de reparto en comedia                                             | Natasha Rothwell                                    | Nominada  | [ 45 ] |
| 2020 | Premios Black Reel                  | Mejor actor invitado en comedia                                                | Neil Brown Jr.                                      | Nominado  | [ 45 ] |
| 2020 | Premios Black Reel                  | Mejor dirección en comedia                                                     | Stella Meghie                                       | Nominada  | [ 45 ] |
| 2020 | Premios Black Reel                  | Mejor guion en comedia                                                         | Natasha Rothwell                                    | Nominada  | [ 45 ] |
| 2020 | Premios Black Reel                  | Mejor guion en comedia                                                         | Syreeta Singleton                                   | Nominado  | [ 45 ] |
| 2020 | Premios TCA                         | Mejor comedia                                                                  | Insecure                                            | Nominada  | [ 46 ] |
| 2020 | Premios TCA                         | Logro individual en comedia                                                    | Issa Rae                                            | Nominada  | [ 46 ] |
| 2020 | Primetime Emmy Awards               | Mejor serie de comedia                                                         | Insecure                                            | Nominada  | [ 47 ] |
| 2020 | Primetime Emmy Awards               | Mejor actriz principal en una serie de comedia                                 | Issa Rae                                            | Nominada  | [ 47 ] |
| 2020 | Primetime Emmy Awards               | Mejor actriz de reparto en una serie de comedia                                | Yvonne Orji                                         | Nominada  | [ 47 ] |
| 2020 | Primetime Creative Arts Emmy Awards | Mejor casting para una serie de comedia                                        | Victoria Thomas y Matthew Maisto                    | Nominado  |        |
| 2020 | Primetime Creative Arts Emmy Awards | Mejor cinematografía excepcional por una Serie de una sola cámara (Medio-Hora) | Kira Kelly (por "Lowkey Happy")                     | Nominada  |        |
| 2020 | Primetime Creative Arts Emmy Awards | Mejor cinematografía excepcional por una Serie de una sola cámara (Medio-Hora) | Ava Berkofsky (por "Lowkey Lost")                   | Nominada  |        |
| 2020 | Primetime Creative Arts Emmy Awards | Mejor supervisión de música                                                    | Kier Lehman (por "Lowkey Movin' On)                 | Nominado  |        |
| 2020 | Primetime Creative Arts Emmy Awards | Mejor montaje de una sola-cámara para una serie de comedia                     | Nena Erb y Lynarion Hubbard (por "Lowkey Trying")   | Ganador   |        |
| 2021 | Critics' Choice Television Awards   | Mejor actriz en serie de comedia                                               | Issa Rae                                            | Nominada  | [ 48 ] |
| 2021 | BET Awards                          | Mejor Actriz                                                                   | Issa Rae                                            | Nominada  |        |
| 2021 | MTV Movie & TV Awards               | Mejor Actuación Cómica                                                         | Issa Rae                                            | Nominada  | [ 49 ] |
| 2021 | NAACP Image Awards                  | Mejor serie de comedia                                                         | Insecure                                            | Ganadora  | [ 50 ] |
| 2021 | NAACP Image Awards                  | Mejor actriz protagonista en serie de comedia                                  | Issa Rae                                            | Ganadora  | [ 50 ] |
| 2021 | NAACP Image Awards                  | Mejor actor de reparto en serie de comedia                                     | Jay Ellis                                           | Nominado  | [ 50 ] |
| 2021 | NAACP Image Awards                  | Mejor actriz de reparto en serie de comedia                                    | Natasha Rothwell                                    | Nominada  | [ 50 ] |
| 2021 | NAACP Image Awards                  | Mejor actriz de reparto en serie de comedia                                    | Yvonne Orji                                         | Nominada  | [ 50 ] |
| 2021 | NAACP Image Awards                  | Mejor banda sonora en una serie                                                | Insecure: Music from the HBO Original Series        | Nominada  | [ 50 ] |
| 2021 | NAACP Image Awards                  | Mejor guion en una serie de comedia                                            | Issa Rae (por "Lowkey Feelin' Myself")              | Nominada  | [ 50 ] |